# Student

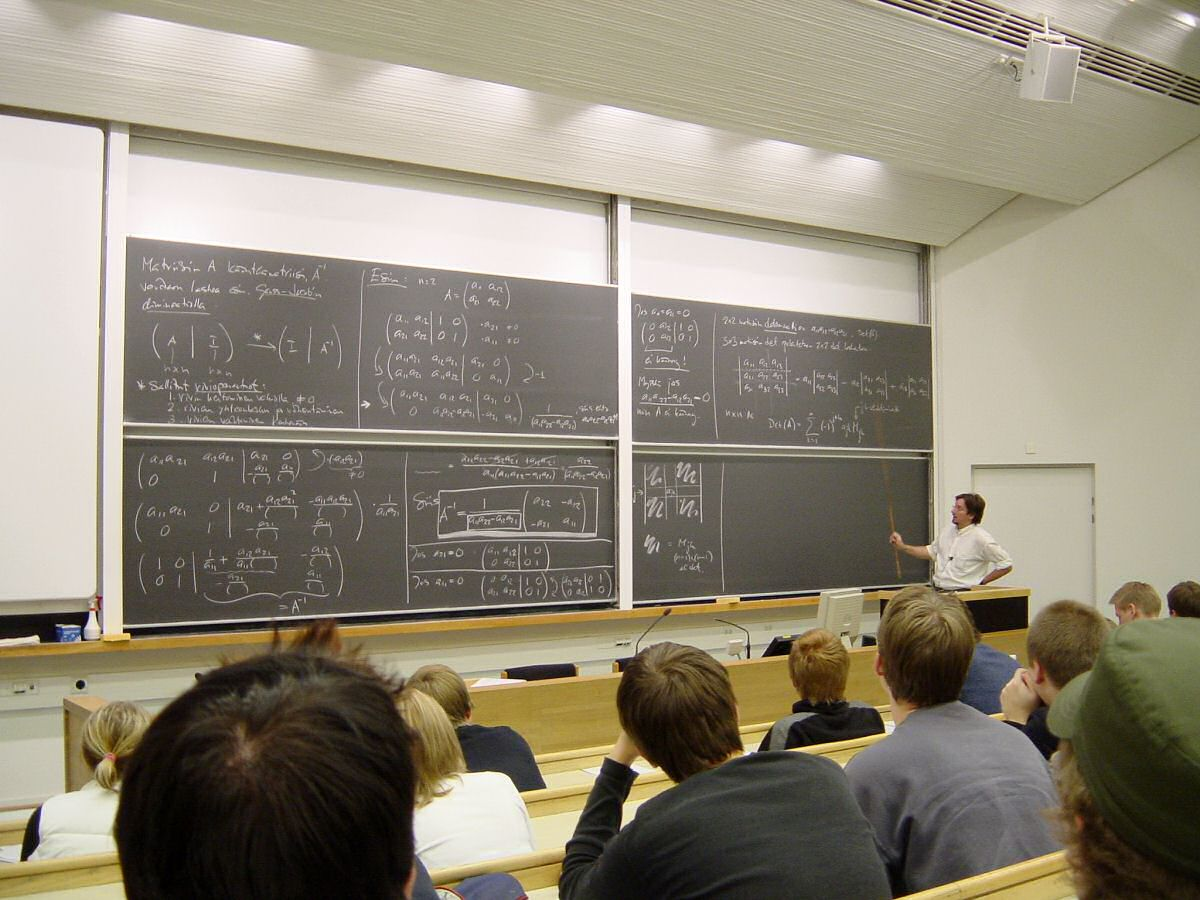
Studenter vid en föreläsning vid Helsingfors tekniska högskola.

En student är en person som läser vid universitet eller  högskola, men beteckningen används även om den som med hängivenhet ägnar sig åt att lära ett visst ämne och därmed anses studera detta. Ordet kan också avse en person som tagit studenten/studentexamen, det vill säga gått ut från gymnasiet. I modernt språkbruk används student synonymt med studentexamen i vardagliga uttryck som "ta sin student".
Ordet student kommer i svenskan från tyskans Student av latinets studens, genitiv studentis, presens particip av studeo som betyder 'ivrigt ägna sig åt något', 'studera'. 
Studenter vid tekniska högskolor eller tekniska fakulteter kallas även teknologer.

## Studentikos kultur
Kulturen kring studentlivet är ofta särpräglad, på ett sätt som kallas studentikost. Uttryck för detta är exempelvis att studenter i Norden på vissa högskolor och universitet vid festliga tillfällen klär sig i studentoveraller.

### Upptåg
Inte sällan deltar universitetsstudenter i skämt och upptåg. Dessa kan ofta inkludera mindre kriminalitet, såsom stöld av vägskyltar eller trafikkoner och annan allmän egendom, eller andra typer av mindre bedrägerier. Skämt av studentikos typ är inte bara vanliga, utan spelar en stor roll i den studentkultur som flera publicerade böcker har behandlat. Skämten kan blanda in aktuella händelser, vara en form av protest eller hämnd, eller ha ett annat syfte än själva njutningen av skämtet i sig. En rapport har släppts angående beteendet hos universitetsstudenter, rapporten är skriven av Universities UK och heter Studentification: A Guide to Opportunities, Challenges and Practice. Rapporten fokuserar på sex brittiska universitet.
I Storbritannien och USA är det vanligt att studenter stjäl och innehar trafikkoner, och det påstås att var femte student har en trafikkon. Under 1990-talet bedömdes stölden av trafikkoner vara ett så stort problem att det togs upp i Storbritanniens parlament. År 2002 deklarerades en "trafikkons-amnesti" vid University of St Andrews i Skottland, där studenter erbjöds att lämna tillbaka stulna trafikkoner utan rädsla för repressalier.

## Studerandes levnadsvillkor i Sverige
I Sverige har studenternas levnadsvillkor ofta kritiserats. I en rapport från Sveriges statistiska centralbyrå i slutet av november 2007 framgick att "nästan hälften av alla studenter avstod från inköp av kurslitteratur på grund av brist på pengar", och att sex av tio studenter arbetar vid sidan om studierna. Studenters reella köpkraft har minskat kraftigt sedan början på 1980-talet. Ekonomisk stress har kopplats till de senaste årens ökande fusk samt ökande psykisk ohälsa bland studenter. Dock har studenter i Sverige betydligt bättre ekonomiska villkor än i flertalet länder där högre utbildning är avgiftsbelagd.